# Can Marçó
Can Marçó També conegut com el Merçó, el Marçó o el Marsó és una masia del terme municipal de Sant Martí de Centelles, a la comarca catalana d'Osona, en terres del poble rural de Sant Miquel Sesperxes.
Està situada a prop de l'extrem de ponent del sector central del terme municipal, en un lloc on aquesta masia i altres construccions tals com Can Costeta, Can Deixafer, Can Ferra, Can Ferrer, Ca l'Oleguer i Ca la Viuda formen el veïnat del Racó de la Font. Es troba al nord de la carretera C-1413b, entre els punts quilomètrics 9 i 10.